# Egg (Einsiedeln)
Egg o Egg am Etzel (toponimo tedesco) è una frazione di 474 abitanti del comune svizzero di Einsiedeln, nel Canton Svitto (distretto di Einsiedeln).
Posta allo sbocco del lago di Sihl (Sihlsee), è una stazione sciistica specializzata nello sci nordico. Ha ospitato le gare femminili dei Campionati mondiali di biathlon 1985 e, nello stesso anno, i Campionati mondiali juniores della medesima specialità.
Qui, probabilmente il 1ºMaggio 1494, ha avuto i propri natali l'alchimista, dottore e iatrochimico Philippus Aureolus Theophrastus Bombastus von Hohenheim, universalmente noto come Paracelso (Paracelsus).